# Südliche Lagune der Rock Islands
Die Südliche Lagune der Rock Islands, auch als Chelbacheb-Inseln bekannt, englisch Rock Islands Southern Lagoon, ist die einzige UNESCO-Welterbestätte des ozeanischen Inselstaates Palau.

## Umfang
Die Welterbestätte umfasst auf etwa 100.200 ha 445 unbewohnte Kalksteininseln vulkanischen Ursprungs, die verstreut innerhalb einer von einem Barriereriff geschützten Meereslagune liegen. Ihre Fläche verfügt über klare Grenzen und beinhaltet einen großen Teil der Lagunen und Riffe um die Hauptinseln von Palau sowie die meisten Inseln korallenartigen Ursprungs des Staates Koror.

## Geschichte
Funde in der Weltkulturerbestätte wiesen nach, dass die jetzt unbewohnten Inseln einst besiedelt waren. So wurden auf den zwei Inselgruppen Ulong und Ngemelis sowie auf den drei Inseln Ngeruktabel, Ngeanges und Chomedokl archäologische Relikte und Felsbildkunststätten gefunden. Diese zeugen von saisonaler menschlicher Besiedelung und Nutzung des marinen bzw. dem Meer angepassten Ökosystems, die bis zu 3100 Jahre zurückreicht.
Dauerhafte Steindörfer auf manchen Inseln, die in den Jahren zwischen 1050 und 1500 entstanden, wurden für mehrere Jahrhunderte bewohnt und um das 17. und 18. Jahrhundert verlassen, als die Bevölkerung auf die größeren Inseln zog. Heute finden sich noch Überreste dieser Dörfer wie Verteidigungsmauern, Terrassen und Plattformen, auf denen einst Häuser standen. Laut der Welterbekommission spiegeln diese Siedlungen eine unverkennbare Antwort auf ihre Umwelt wider und ihr Verlassenwerden verdeutlicht die Folgen von Bevölkerungswachstum und Klimaveränderungen in einer begrenzten Umgebung.

## Fauna
Die Lagune beinhaltet mit 52 die meisten marinen Seen weltweit. Entsprechend ihren teils unterschiedlichen geologischen und ökologischen Entwicklungsstadien reichen diese von sehr gut mit dem Meer verbundenen bis zu sehr isolierten Seen. Aus dem Grund entwickelten sich an diesem Ort teilweise einzigartige und endemische Spezies und nutzen Forscher dieses Gebiet für Studien zu Evolution und Artenentstehung. Beispielsweise wurden in den Seen fünf Unterarten der Schirmqualle Mastigias papua entdeckt.
Insgesamt finden sich im Gebiet der Welterbestätte über 746 Fischarten, 385 Korallenarten, 13 Arten Haie und Mantarochen sowie 7 Arten der Riesenmuscheln und die Perlboote sowie die gesamte bedrohte Megafauna Palaus. Zudem leben in den Wäldern der Inseln alle auf Palau endemischen Vögel, Säugetiere, Amphibien und Reptilien. Vor allem dank der außergewöhnlichen Vielfalt an Riff-Lebensräumen, minimalen Verschmutzung, geringen Fischereiaktivität und insgesamt des kaum spürbaren menschlichen Einflusses konnte sich das Ökosystem an diesem Ort derartig einzigartig entwickeln.